# Chiesa di San Bartolomeo (Civitella in Val di Chiana)
La chiesa di San Bartolomeo è un edificio sacro che si trova nella frazione Badia al Pino a Civitella in Val di Chiana.

## Descrizione
Inserita all'interno della cerchia di mura medievali, sorge nel luogo occupato nel Medioevo da un'abbazia benedettina, denominata nei documenti Badia al Pino; è ricordata per la prima volta nel 1039 e dedicata ai santi Martino e Lorenzo. La badia fu soppressa nel 1446 e unita al monastero fiorentino del Paradiso di Ripoli. Da allora si provvide alla nuova chiesa dove, nel 1502, fu trasferito il fonte battesimale dalla chiesa del Toppo. Nel corso del XVI secolo fu modificato il titolo, perché a San Martino fu aggiunto San Bartolomeo.
L'attuale chiesa è frutto dell'opera settecentesca di restauro. È ad aula unica con facciata a capanna. Del 1861 è la costruzione del campanile a vela, sostituito nel 1928 dall'attuale in pietra.